# Сандіфілд (Північна Кароліна)
Сандіфілд (англ. Sandyfield) — місто (англ. town) в США, в окрузі Колумбус штату Північна Кароліна. Населення — 430 осіб (2020).

## Географія
Сандіфілд розташований за координатами 34°22′4″ пн. ш. 78°18′12″ зх. д. / 34.36778° пн. ш. 78.30333° зх. д. (34.367790, -78.303316).  За даними Бюро перепису населення США в 2010 році місто мало площу 8,95 км², з яких 8,93 км² — суходіл та 0,02 км² — водойми.

## Демографія
Згідно з переписом 2010 року, у місті мешкало 447 осіб у 164 домогосподарствах у складі 115 родин. Густота населення становила 50 осіб/км².  Було 186 помешкань (21/км²).
Расовий склад населення:
| - 81,2 % — чорних або афроамериканців - 15,0 % — білих - 1,3 % — корінних американців - 1,1 % — осіб інших рас |

До двох чи більше рас належало 1,3 %. Частка іспаномовних становила 1,8 % від усіх жителів.
За віковим діапазоном населення розподілялося таким чином: 27,5 % — особи молодші 18 років, 60,6 % — особи у віці 18—64 років, 11,9 % — особи у віці 65 років та старші. Медіана віку мешканця становила 34,4 року. На 100 осіб жіночої статі у місті припадало 99,6 чоловіків;  на 100 жінок у віці від 18 років та старших — 94,0 чоловіків також старших 18 років.
Середній дохід на одне домашнє господарство  становив 47 943 долари США (медіана — 46 667), а середній дохід на одну сім'ю — 50 547 доларів (медіана — 45 833). Медіана доходів становила 48 750 доларів для чоловіків та 31 042 долари для жінок. За межею бідності перебувало 20,6 % осіб, у тому числі 21,0 % дітей у віці до 18 років та 27,1 % осіб у віці 65 років та старших.
Цивільне працевлаштоване населення становило 150 осіб. Основні галузі зайнятості: освіта, охорона здоров'я та соціальна допомога — 40,0 %, виробництво — 15,3 %, роздрібна торгівля — 13,3 %.